# Großer Goldgrund bei Hessenaue
Das Naturschutz- und FFH-Gebiet Großer Goldgrund bei Hessenaue liegt 
im Kreis Groß-Gerau in Hessen.
Das etwa 131 ha große Gebiet, das im Jahr 1989 unter der Kennung 1433015 unter Naturschutz gestellt wurde, erstreckt sich westlich von Hessenaue, einem Ortsteil der Gemeinde Trebur, entlang des westlich fließenden Rheins. Westlich – in der Rheinmitte – verläuft die Landesgrenze zu Rheinland-Pfalz. Westlich des Rheins verläuft die B 9 und südlich des Gebietes die Landesstraße L 3094. Südöstlich erstreckt sich das 13,85 ha große Naturschutzgebiet Kornsand und Schacht bei Geinsheim.
Als FFH-Gebiet wurde das Areal 2008 flächen- und namensgleich ausgewiesen.